# Towarzystwo Przyjaciół Warszawy
Towarzystwo Przyjaciół Warszawy – organizacja pożytku publicznego, której celem działalności jest dobro Warszawy i jej mieszkańców.

## Historia
Towarzystwo powstało 18 marca 1963 roku, uważa się jednak za kontynuatora tradycji towarzystw powstałych w latach wcześniejszych. Założył je Stanisław Lorentz razem ze Stanisławem Herbstem, Antonim Słonimskim, Elżbietą Barszczewską, Kazimierzem Rudzkim i Julianem Kulskim.
Prezesi Towarzystwa Przyjaciół Warszawy:
- Stanisław Lorentz (1963 – 1991)
- Lech Królikowski (1993 – 2013)
- Beata Michalec (15.06.2013 – 20.03.2019)
- Renata Marut (od 21.03.2019 – czerwiec 2024)
- Radosław Potrac (od czerwca 2024)

## Działalność
Do głównych aktywności Towarzystwa należą:
- organizacja konkursu Warszawa w kwiatach i zieleni
- praca z dziećmi i młodzieżą (w tym przyznawanie Odznaki Młodego Przyjaciela Warszawy)
- kursy wiedzy o Warszawie
- przyznawanie warszawskim placówkom oświatowym certyfikatów "Varsavianistycznej szkoły"
- organizacja spacerów po Warszawie z przewodnikami turystyki miejskiej
- forum dyskusyjne (w ostatni poniedziałek każdego miesiąca, w siedzibie Urzędu m.st. Warszawy przy ul. Niecałej 2, sala 27)
- przyznawanie odznak TPW:
  - Medalu im. Stanisława Augusta, przyznawanego w dniu św. Stanisława, 8 maja – za wybitne zasługi w działalności społecznej, dla kultury, biznesu, promocji Warszawy, architektury i urbanistyki
  - Odznaki Honorowej im. Krystyny Krahelskiej – Pamięci Powstania Warszawskiego
  - Odznaki Honorowej im. Pamięci Prezydenta Stefana Starzyńskiego – za wieloletnią działalność społeczną dla Warszawy

## Struktura

### Zarząd Główny
W skład Zarządu Głównego wchodzą członkowie Prezydium Zarządu Głównego:
- Radosław Potrac — prezes
- Katarzyna Kaczmarska — wiceprezes
- Anna Wąsik — wiceprezes
- Rafał Krupa — sekretarz
- Sylwia Polesiak — skarbnik
- Dorota Czajkowska — członek Prezydium
- Agnieszka Martyka-Grudzień — członek Prezydium

oraz prezesi zarządu Oddziałów TPW i przewodniczący komisji działających przy Zarządzie Głównym.

### Oddziały
Funkcjonuje osiemnaście oddziałów Towarzystwa Przyjaciół Warszawy, w tym 15 oddziałów dzielnicowych:
- Akademicki
- Anin
- Bemowo
- Białołęka
- Miłośników Bródna
- Centrum
- Grochów
- KORT (Klub Organizatorów Ruchu Turystycznego)
- Nauczycielski
- Powiśle
- Towarzystwo Przyjaciół Pragi – Oddział TPW
- Sadyba-Wilanów
- Towarzystwo Przyjaciół Saskiej Kępy – Oddział TPW
- Stare Miasto
- Śródmieście (Przewodnicki)
- Tarchomin
- Targówek Fabryczny, Mieszkaniowy i Zacisze
- Ursus
- Ursynów
- Żoliborz-Bielany

### Komisje działające przy Zarządzie Głównym TPW
- Komisja Historyczna
- Komisja Inżynierii Komunikacyjnej